# Euxoa anarmodia
Euxoa anarmodia là một loài bướm đêm thuộc họ Noctuidae. Nó được tìm thấy ở Algérie to Ai Cập, Jordan, Israel và Liban.
Con trưởng thành bay từ tháng 10 đến tháng 12. Có một lứa một năm.
Ấu trùng ăn Hyosyamus muticus, but the food plants in nature are unknown.